# Weekly World News
Weekly World News war eine Zeitschrift aus den USA, laut Untertitel „The World's only reliable Newspaper“ (Die einzige vertrauenswürdige Zeitung der Welt).

## Geschichte
WWN brachte Woche für Woche fantastische Berichte aus dem Bereich des Boulevardjournalismus und erreichte damit eine Millionenauflage. Laut Auskunft der Blattmacher hatten viele Amerikaner seit Jahren ihre „normale“ Tageszeitung aus dem Haus verbannt und stützten ihr komplettes Weltbild ausschließlich auf die Informationen aus der WWN. Gemäß der Blattlinie war diese Meldung jedoch auch mit Vorsicht zu genießen – und passte daher perfekt zum Image.
Als 1979 der National Enquirer erstmals farbig erschien, entschied der Verlag, eine neue Zeitschrift in Schwarz-Weiß zu lancieren, um die freigewordene Kapazität der Druckerpresse weiter nutzen zu können. So wurde WWN gegründet und mit Geschichten gefüllt, die es nicht in den Enquirer schafften.
Geprägt wurde WWN vom 2004 verstorbenen Eddie Clontz, der 1981 33-jährig dort anfing und sich zum Chef-Redakteur hocharbeitete. Er verbannte die klassischen Promi-Geschichten und hielt stattdessen die Journalisten an, fantastische Geschichten zu erfinden. Er schrieb selber unter dem Pseudonym Ed Anger Pamphlete über Schwule, Ausländer, Tempolimits und Ähnliches.
Seinen größten Erfolg hatte er jedoch im Frühling 1988, als eine Hausfrau aus Kalamazoo, Michigan, die Redaktion anrief und ihr mitteilte, sie habe Elvis Presley gesehen. Daraus wurde der mittlerweile weltbekannte Spruch „Elvis lebt“ und der Mythos, dass der King seinen Tod nur vorgetäuscht hat. Diese Ausgabe erreichte mit 1,2 Millionen verkauften Exemplaren die höchste Auflage in der Geschichte von WWN. Zudem hatte sie Potential für Folgegeschichten wie „Im Sarg lag ein Doppelgänger“ und „Das erste Interview“.
Am Ende wurden die Geschichten nicht mehr von der „Fremdenlegion des Journalismus“ (Clontz) geschrieben, sondern von Autoren der Trivialkunst. Der letzte Chefredaktor Jeff Rovin ist ein erfolgreicher Autor von Science-Fiction-Büchern (schreibt Bücher für Tom Clancy) und hat für DC Comics gearbeitet.
Die Zeitung hatte zuletzt eine Auflage von 80.000 Exemplaren. Ihre Leserschaft war gespalten: Einerseits Menschen, die in WWN ein surrealistisches Satire-Magazin sehen und andererseits die „true believers“, Verschwörungstheoretiker und religiöse Fundamentalisten, die trotz der Warnung auf Seite zwei alles glaubten, was ihnen von der Redaktion vorgesetzt wurde. Diese ihrerseits musste ihre Geschichten so austarieren, dass sie auf beide Arten gelesen werden können.
Beispiele für Themenbereiche des bezüglich der Aufmachung stark am boulevardesken Stil orientierten Blattes sind:
- Elvis lebt! Hausfrau sieht King im Supermarkt
- Außerirdische heilten mich von Diabetes
- Mann bringt Baby zur Welt
- Mondlandung war nur gestellt
- Noahs Arche gefunden
- Ich bekomme Bigfoots Baby!
- Teufelsgesicht auf Riesenasteroid fotografiert
- Der endgültige Beweis, dass Gott existiert
- Erschreckte Dorfbewohner fliehen vor garstigem Teufelshuhn
- Goldfressende Termiten greifen Fort Knox an
- Erstes Interview mit außerirdischem Besucher
- Titanic-Kapitän war eine Frau
- Zehnter Planet in unserem Sonnensystem könnte Heimat der Hölle sein
- Pan-Am-Flug 914

Anfang der 1990er Jahre kam das Blatt nach Europa: Die Journalisten Peter J. Muller (Niederlande) und Joachim Steinkamp (Deutschland) brachten fünf Jahre lang De Nieuwe für die Niederlande und Flandern und Neue Spezial für Deutschland, Österreich und den deutschsprachigen Teil der Schweiz auf den Markt.
Im August 2007 wurde die Printausgabe eingestellt, die letzte Nummer erschien am 27. des Monats.
Zur Einordnung - die Entsprechung in Deutschland ist Der Postillon.
Obwohl der sich eindeutig als Satire positioniert, werden auch dessen Artikel gelegentlich als Tatsache weiterverbreitet.